# 韩应龙
韓應龍（1498年—1536年），字汝化，号五云，浙江余姚人，明朝状元。

## 生平
嘉靖十三年（1534年）甲午科浙江鄉試第三十一名舉人，十四年（1535年）联捷乙未科會試第二百五十三名，廷試一甲第一名（狀元），四月授翰林院修撰。为官第二年某日，其凌晨起床，盥洗毕，冠带执笏准备上朝，忽感身体有所不适，便端坐在椅，稍作休息，一坐不起，溘然而逝，年仅三十九岁。

## 轶事
嘉靖十四年（1536年）乙未科，余姚区区一邑，人口不足十万，应试高中进士者却多达十七人，为韩应龙、孙升、邹绚、诸燮、顾廉、钱立扬、卢麟、徐方、胡崇德、黄齐贤、吴轅、郑寅、王乔龄、邵基、张元、郑炯、罗恩。因韩应龙又为状元（进士甲科第一名），故称“十八学士”，当时闻名全国。余姚原有十八学士牌坊，后毁。

## 遗迹
原余姚城内有韩应龙状元牌轩，历经四百馀年，毁于抗战时期。

## 家族
曾祖韓孟退。祖父韓廣。父韓暹。母沈氏。慈侍下。